# Цветна дршка
Цветна дршка је стабљика (петељка) која носи цвет, а налази се испод цветне ложе до листа у чијем пазуху се и развио цвет (приперак). Цветови без цветне дршке се називају седећим.

## Карактеристике
На цветној дршци се налазе листови који се називају брактеоле. Присуство или одсуство ових листова је значајан таксономски показатељ, а по правилу код монокотила је присутан један и то на истој страни као и приперак, док су код дикотила два и то постављена на супротној страни од њега. Кроз цветну дршку пролазе проводни снопићи који даље доспевају до цветне ложе.

## Значај
Од карактеристика цветне дршке зависи и на који начин ће се цветови сушити уз помоћ глицерина. Према сајту exclusive цветови са зељастом дршком се суше у врућем раствору глицерина, а они са одрвенелом у хладном.